# Cornelis Jacobus Gorter
Cornelis Jacobus Gorter (Utrecht, Países Bajos, 14 de agosto de 1907 - Leiden, Países Bajos, 30 de marzo de 1980) fue un físico experimental y teórico neerlandés. Entre otros trabajos, descubrió la relajación paramagnética y fue pionero en física de bajas temperaturas.

## Educación y carrera
Tras su Abitur en La Haya, Gorter estudió física en Leiden, obteniendo su doctorado con la tesis Paramagnetische Eigenschaften von Salzen («Propiedades paramagnéticas de las sales»), supervisado por Wander de Haas. Entre 1931 y 1936, trabajó en Teylers Stichting, en Haarlem, y entre 1936 y 1940 fue profesor en la Universidad de Ámsterdam como sucesor de Pieter Zeeman. En 1946, regresó como profesor a Leiden como sucesor de Willem Hendrik Keesom. En 1948 reemplazó a De Haas como director del Laboratorio Kamerlingh Onnes, donde permaneció hasta que se retiró en 1973. Falleció en Leiden en 1980, tras padecer varios años la enfermedad de Alzheimer. Entre sus estudiantes doctorales se cuentan Nicolaas Bloembergen y Bert Broer.

## Trabajo
En 1936, descubrió la relajación paramagnética. Sin embargo, obvió el descubrimiento de la resonancia magnética nuclear, que fue descrita por Joan Henri van der Waals.
Junto con Hendrik Casimir, elaboró el modelo de dos fluidos para explicar la superconductividad a partir de la termodinámica y las ecuaciones de Maxwell. Casimir describió su colaboración en uno de sus libros. El modelo de Gorter para una transición de fase de segundo orden es también de este periodo de su carrera, así como la explicación del efecto Senftleben (el cambio en la viscosidad y en la conductividad térmica de un gas paramagnético en un campo magnético).
Gorter estudió muchos aspectos del antiferromagnetismo en el CuCl2·2H2O. Junto con Johannes Haantjes, desarrolló un modelo teórico de antiferromagnetismo en una sustancia de doble red. Tras la Segunda Guerra Mundial, trabajó con helio II líquido y desarrolló la teoría que se conoce actualmente como bloqueo de Coulomb, que explica el aumento de la resistencia eléctrica en láminas metálicas a bajas temperaturas. La ecuación de Gorter-Mellink describe la fricción mutua de dos fluidos en helio II líquido.

## Premios y reconocimientos
- Miembro de la Real Academia de Artes y Ciencias de los Países Bajos en 1946.[11]
- Premio Fritz London en 1966 por sus distintas contribuciones a la física de bajas temperaturas. En su discurso de aceptación habló sobre los descubrimientos que obvió.[12]
- En otoño de 2007, se abrió en Leiden el Centro C. J. Gorter de IRM de campo fuerte.[13]